# Ban Muang (huyện)
Ban Muang (tiếng Thái: บ้านม่วง) là một huyện (amphoe) của tỉnh Sakon Nakhon, đông bắc Thái Lan.

## Địa lý
Các huyện giáp ranh (từ phía tây theo chiều kim đồng hồ) là: Ban Dung của tỉnh Udon Thani, Fao Rai, So Phisai và Phon Charoen của tỉnh Nong Khai, Kham Ta Kla, Wanon Niwat và Charoen Sin của tỉnh Sakon Nakhon.
Sông Songkhram là biên giới của huyện này về phía tây.

## Lịch sử
Tiểu huyện (king amphoe) đã được lập ngày 20 tháng 3 năm 1968, khi ba tambon Mai, Muang và Dong Mo Thong được tách ra từ Wanon Niwat. Đơn vị này đã được nâng cấp thành huyện ngày 16 tháng 11 năm 1971.

## Hành chính
Huyện này được chia thành 9 phó huyện (tambon), các đơn vị này lại được chia ra thành 92 làng (muban). Đô thị phó huyện (thesaban tambon) Ban Muang nằm trên một phần của tambon Muang. Có 9 Tổ chức hành chính tambon.
| STT. | Tên               | Tên Thái   | Số làng | Dân số |  |
| ---- | ----------------- | ---------- | ------- | ------ |  |
| 1.   | Muang             | ม่วง        | 11      | 8.205  |  |
| 2.   | Mai               | มาย        | 9       | 5.974  |  |
| 3.   | Dong Mo Thong     | ดงหม้อทอง   | 11      | 7.083  |  |
| 4.   | Dong Nuea         | ดงเหนือ     | 12      | 7.125  |  |
| 5.   | Dong Mo Thong Tai | ดงหม้อทองใต้ | 9       | 8.174  |  |
| 6.   | Huai Lua          | ห้วยหลัว     | 9       | 7.192  |  |
| 7.   | Non Sa-at         | โนนสะอาด   | 9       | 5.321  |  |
| 8.   | Nong Kwang        | หนองกวั่ง    | 11      | 9.118  |  |
| 9.   | Bo Kaeo           | บ่อแก้ว      | 11      | 9.004  |  |